# Камерино
Камерино (на италиански: Camerino) е малък град в провинция Мачерата, регион Марке в Италия. Населението му е 7111 жители по данни от преброяването към 31 декември 2011 г.

## География
Градът се намира в Апенините между долините на реките Потенца и Киенти.

## История
Градът Камеринум е споменат за пръв път в документ през 309 пр.н.е., във връзжа с един договор на Рим. Близо до града през Третата самнитска война се провежда през 295 пр.н.е. битката при Камеринум.
През 1377 г. папа Григорий XI обявява града за университетски град.